# Style petit sceau

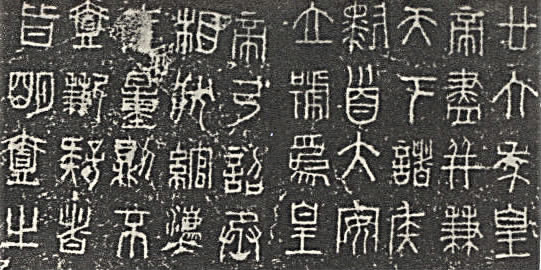
Le style petit sceau.

Le petit style sigillaire ou style petit sceau (chinois : 小篆 ; pinyin : Xiǎozhuàn) est un style de caractères chinois unifiés entrepris sous le règne de Qín Shǐ Huáng (秦始皇), en 221 av. J.-C.. Celui-ci avait pour principe : 《书同文，车同轨》 que l'on pourrait traduire par « Les livres de même écriture mènent à la même voie ». Il mit également en place une politique visant à unifier le système d'unités.
Son premier ministre, Lǐ Sī (李斯), considéré comme le principal responsable de cette écriture, s'est inspiré de l'écriture de style grand sceau originaire de l'État de Qin, en a poursuivi la simplification et a supprimé les autres variantes des Six Pays, unifiant ainsi les hanzi. Cette écriture fut utilisée couramment à la fin de l'ère des Han occidentaux (à peu près vers l'an 8) et fut remplacée progressivement par l'écriture des clercs (chinois : 隶书 ; pinyin : lìshu). Cependant, ils sont toujours restés appréciés des calligraphes jusqu'à nos jours. Il fut également utilisé lors de la gravure des sceaux pour se prémunir contre les faux, en raison de ses traits complexes, de ses formes étrangement anciennes et la possibilité de les rendre plus complexes, jusqu'à ce que les dynasties féodales fussent anéanties. Il est cependant réapparu dans les méthodes contemporaines anti-contrefaçon. Une grande partie des caractères du dictionnaire contemporain Kāngxī (康熙字典) sont en petit sigillaire.
Dans son livre Entre terre et Ciel, Shi Bo dit :

« Zhao Y?nshao[Quoi ?], érudit poète et calligraphe, au service de Qin Shi Huang (premier empereur), spécialisé dans le Jinwen (style bronze), s'inspira des anciennes écritures, surtout de Dazhuan, qui était officiellement utilisée dans le royaume des Qin, pour créer une nouvelle forme standardisée appelée Xiaozhuan. Elle se distingue par son élégance et sa simplicité et aussi la facilité de sa construction et de sa forme. »